# Ka-32
Kamow Ka-32 (ros. Ка-32), oznaczenie NATO: Helix-C (pol. spirala), to średniej wielkości, dwusilnikowy śmigłowiec, zaprojektowany przez radzieckie biuro konstrukcyjne Kamow z charakterystycznym, przeciwbieżnym, współosiowym układem wirników nośnych, bez wirnika ogonowego.

## Historia

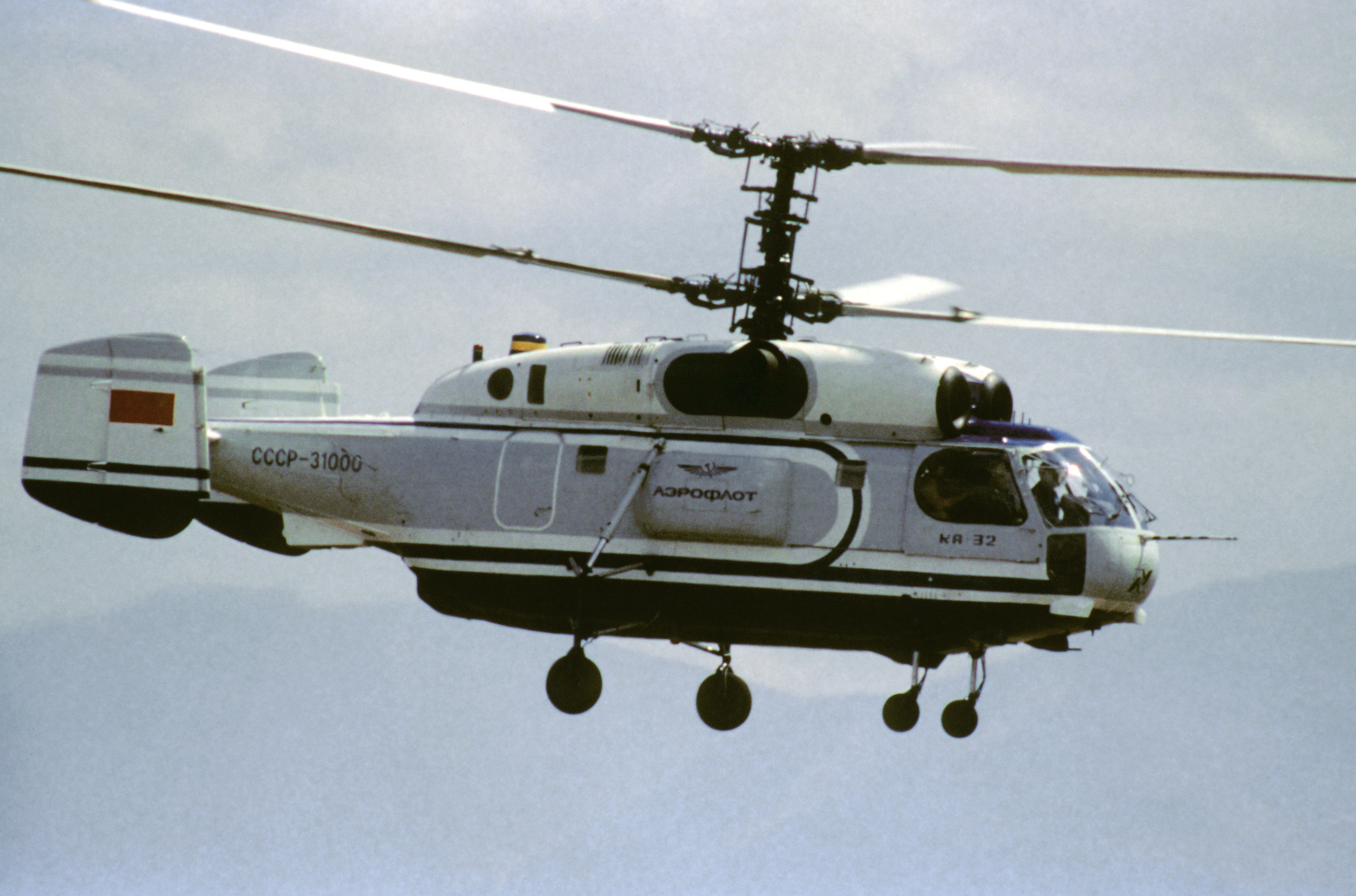
Kamow Ka-32

Statek powietrzny konstrukcyjnie wywodzi się z modelu Ka-27, przeznaczonego do zwalczania okrętów podwodnych. Pierwszy lot odbył się w 1973 roku. W roku 2004 użytkowano na świecie ok. 150 sztuk. Nadal produkowany, najnowsze wersje to m.in. Ka-32A-11BC (z kanadyjskimi certyfikatami) i Ka-32A-12, dopuszczona do lotów w Szwajcarii (stosowana tam zasadniczo przez Heliswiss do transportu i prac montażowych).

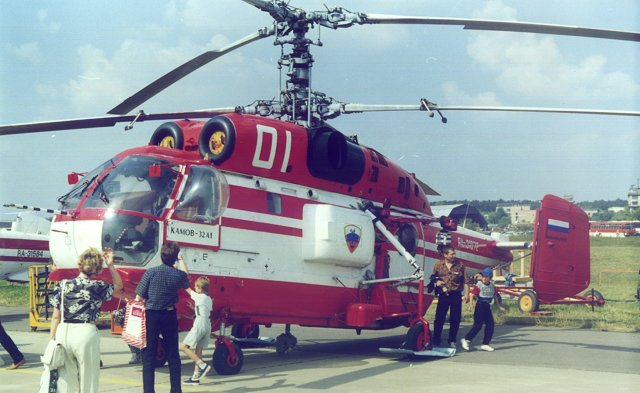
Kamow Ka-32A1

Produkowany przez Kumiertauskie Zakłady Lotnicze i powiązane z projektantem NWC im. Mila i Kamowa (do 2020 r. Kamow).

## Służba Przeciwpożarowa
- Od 1993 roku śmigłowce Ka-32 są wyposażane w system gaszenia pożarów 10900-050. Mieszczą one 3140 litrów środka gaśniczego.
- W 2013 roku Simplex Aerospace uzyskało certyfikat dla systemu gaszenia pożarów Fire Attack. System składa się z dwóch zbiorników mieszczących 140 litrów środka pianotwórczego oraz 3000 litrów wody. Fire Attack używa jednej pompy oraz nowoczesnego systemu sterowania[2].

## Wersje
- Ka-32A1 – wersja pożarnicza do ratowania ludzi z wieżowców,
- Ka-32A2 – wersja przeznaczona dla jednostek specjalny Ministerstwa Spraw Wewnętrznych Federacji Rosyjskiej
- Ka-32A3 – wersja awaryjno-ratownicza powstała na zamówienie Ministerstwa Spraw Nadzwyczajnych Federacji Rosyjskiej
- Ka-327 (inna nazwa to Ka-32A7) – uzbrojona wersja, opracowana na potrzeby wojsk pogranicznych

## Multimedia
- Transport słupów elektrycznych, Ka-32A12, (Youtube)
- Migawki z prac Heliswiss International przy użyciu Ka-32A12 (Youtube)